# Odruch cofania
Odruch cofania (retrakcyjny), odruch ucieczki – odruch wywoływany przez bodźce awersyjne - bólowe (nocyceptywne) i budzące wstręt. 
W reakcji biorą udział trzy neurony: czuciowy, pośredniczący interneuron (neuron kojarzeniowy) i ruchowy. Informacja jest przesyłana od receptora i neuronu czuciowego do interneuronu w rdzeniu kręgowym i za jego pośrednictwem do neuronu ruchowego, który uruchamia grupę mięśni, powodując odsunięcie części ciała (dłoni, nogi) od niebezpiecznego bodźca. Informacja przekazywana jest też do mózgu wzdłuż rdzenia kręgowego, dociera jednak do świadomości po wystąpieniu reakcji cofnięcia oraz zapisywana jest w pamięci, co pozwala na unikanie danego bodźca w przyszłości.